# 伊東美彌子
伊東美彌子（日语：／ Itō Miyako，1969年2月23日—），日本女性配音員。出身於岩手縣盛岡市。賢Production所屬。身高157cm。AB型血。

## 簡歷
伊東美彌子在一家音樂劇劇團擔任實習生後，加入了鬧鐘劇團。她在擔任座長之後離開了劇團。
原本已經離開演藝圈一段時間，但在一次為期一天的兼職工作中，她發現了金井美香的活動海報，而金井美香曾在她在劇團工作期間照顧過她。午休時，在電器店旁的甜甜圈店買甜甜圈時與她重逢，由此開始了配音生涯。

## 人物
作為配音員，她主要活躍在動畫領域。她試鏡並通過的第一個角色是《有趣漫畫入門講座》裡的鋼左衛門。
她曾出演動畫導演本鄉滿執導的多部作品。
特長：東北方言、唱歌。興趣：賞鳥、讀書、游泳、滑雪。

## 演出
粗體字表示主要角色。

### 電視動畫
1999年
- 大嘴鳥（1999年—2001年，大嘴鳥）

2001年
- 通靈王 (2001年版)（米莉[7]）
- 電腦冒險記網路潛水員（原翼、財津美代）
- AIBO（恩帕）

2002年
- 電光快車俠（Bratcherlu Dozilas）
- 棋魂（洪秀英）
- 神奇寶貝（袋獸小孩、由基拉）

2003年
- 原子小金剛 (2003年版)（馬修馬羅）
- 妙妙魔法屋（BZ）
- 大頭狗仔隊（日语：ふぉうちゅんドッグす）（帕格博）
- 神奇寶貝超世代（2003年—2006年，蓮葉童子→蓮帽小童、妙蛙種子、雪童子、長尾怪手 等）
- 神奇寶貝 Side Story（2003年—2004年，勾魂眼、小妙蛙種子）
- 真珠美人魚（2003年—2004年，小波／席伯卡帕斯、瑪蜜）2系列[系列 1]

2004年
- 怪傑佐羅力（嬰兒、阿姨）
- B傳說！戰鬥彈珠人（2004年—2005年，力尤法）2系列[系列 2]
- 妄想代理人

2005年
- IGPX（貝拉·迪馬科）
- 小天小天子（日语：こてんこてんこ）（2005年—2006年，小天小／魔天小）
- 哈姆太郎 哈姆哈姆天堂啾！（小魔術）
- 完美超人Joe（米克）
- 認真地不認真的怪傑佐羅力（2005年—2006年，小時候的佐羅力、袋鼠、小鬼、布比）

2006年
- 麵包超人（2006年—2010年，看不見氣球〈第2代〉、水藍妹妹）
- 可愛小水滴（日语：ぷるるんっ!しずくちゃん）（2006年—2013年，小水滴）3系列[系列 3]
- 神奇寶貝鑽石&珍珠（2006年—2011年，小智→小光的長尾怪手、菜種的草苗龜、小剛的小福蛋→吉利蛋、梅麗莎的飄飄球→附和氣球、小翔的雷丘、神代的雷吉艾斯、尊音、一成的小鋸鱷、五郎 等）1系列 + 特別篇[系列 4]

2007年
- 帝托拉傳奇（克里[8]、喬安娜、史尼克）
- 羅比與克羅比（日语：ロビーとケロビー）（2007年—2008年，克羅比）

2008年
- 可愛巧虎島（騙次郎）
- 星際寶貝（皮科）
- 野良耳（日语：のらみみ）（9B）2系列[系列 5]
- 企鵝找麻煩（2008年—2013年，木下貝克漢）4系列[系列 6]

2009年
- 可愛小芝麻（日语：まめゴマ）（蘇打）
- 星際寶貝 ～惡作劇外星人的大冒險～（皮科）

2010年
- 刀語（彼我木輪迴）
- 戰鬥陀螺 鋼鐵奇兵系列（2010年—2012年，恩索·葛雷西）3系列[系列 7]

2011年
- 哆啦A夢 (水田山葵版)（2011年—2019年，主婦A、黑貓、深信機、預知回信鳥、須羽雁子 等）

2012年
- 黑魔女學園（蘿莉波普、可可亞）
- 神奇寶貝超級願望 Season 2（瑪莎）
- Little Charo ～東北篇～（日语：リトル・チャロ〜東北編〜）（幸）

2014年
- 地球隊長（女主人）
- 魔法☆小惡魔（日语：ちび☆デビ!）（莫奇[9]）

2015年
- 赤髮白雪姬（奇諾）
- 潮與虎（阿姨）
- 銀魂°（高裏華子）
- 蠟筆小新（2015年—2023年，、河童的行司、公雞、小P）
- Go！Princess 光之美少女（弗利茲）
- Pac World（日语：パックワールド）（奶奶）
- 神奇寶貝XY（2015年—2016年，皮卡丘夫人、武藏的南瓜怪人、老師、 等）2系列[系列 8]

2016年
- 夏目友人帳 伍（沫雪）
- 忍者亂太郎（2016年—2024年，龍王丸的妻子〈第2代〉、通行人）
- 魔物獵人物語 RIDE ON（粉紅）

2017年
- DRIVE HEAD 救援特警隊（宗像沙南江）
- 100%帕斯卡老師（木下貝克漢、女子1）

2018年
- 溫泉屋小女將（老夫婦、小龍）
- 輕羽飛揚（チヨー）

2019年
- 名偵探柯南（周防友子）

2022年
- 更多！認真地不認真的怪傑佐羅力（阿姨）

### 電影動畫
2002年
- 帕盧姆之樹（泰吉娜）

2003年
- 劇場版 神奇寶貝：七夜的許願星 基拉祈（神奇寶貝群）
- 麵包超人：怪傑青蔥人與DoReMi公主（日语：それいけ!アンパンマン ルビーの願い#それいけ!アンパンマン 怪傑ナガネギマンとドレミ姫）（大蘿蔔人）
- 神奇寶貝的跳舞秘密基地（蓮葉童子）

2004年
- 劇場版 神奇寶貝：裂空的訪問者 代歐奇希斯（溜溜糖球）

2005年
- 劇場版 神奇寶貝：夢幻與波導的勇者 路卡利歐（魔尼尼）

2006年
- 劇場版 神奇寶貝：神奇寶貝保育家與蒼海的王子 瑪納霏（長尾怪手）

2007年
- 劇場版 神奇寶貝：決戰時空之塔 帝牙盧卡VS帕路奇犽VS達克萊伊（長尾怪手）

2008年
- 劇場版 神奇寶貝：騎拉帝納與冰空的花束 潔咪（小福蛋）

2009年
- 劇場版 企鵝找麻煩：幸福的青鳥（木下貝克漢）
- 劇場版 神奇寶貝：阿爾宙斯 超克的時空（小福蛋）

2010年
- 劇場版 神奇寶貝：幻影的霸者 索羅亞克（巨蔓藤）

2013年
- 劇場版 怪傑佐羅力：守護恐龍蛋（小時候的佐羅力）

2015年
- 蠟筆小新：我的搬家物語 仙人掌大襲撃（小仙人掌）
- 皮卡丘與神奇寶貝樂隊（南瓜怪人）

2016年
- 哆啦A夢：新·大雄的日本誕生（翼獅）

2018年
- 道別的早晨就用約定之花點綴吧（老婆婆）
- 劇場版 溫泉屋小女將（老夫婦）

### OVA
2005年
- 皮卡丘的夏日祭典（妙蛙種子）

2006年
- 皮卡丘的鬼怪狂歡節（怨影娃娃）
- 水木茂的妖怪世界 恐山物語（倉ぼっこ）

2007年
- 皮卡丘的淘氣島（長尾怪手）

2008年
- 皮卡丘探險俱樂部（長尾怪手）

2009年
- 皮卡丘 冰之大冒險（小福蛋）

2010年
- 皮卡丘的閃亮大搜查！（小福蛋）

2011年
- 皮卡丘的不可思議不可思議大冒險（小福蛋）

2015年
- 光輪的超魔神 胡帕（美拉、小小象）

### 遊戲
1998年
- GUN甘巴雷！遊戲天國（みーや）

1999年
2001年
- GIGA WING 2（日语：ギガウイング）（杜威）[注 1]

2002年
- 棋魂2（日语：ヒカルの碁 (ゲーム)）（洪秀英）
- 棋魂 院生頂上決戰（洪秀英）

2003年
- 真珠美人魚 Pichi Pichi派對（小波）

2004年
- 真珠美人魚 和Pichi Pichi的生活開始！（小波）
- 幻想水滸傳IV（日语：幻想水滸伝IV）（奇普）

2005年
- Rhapsodia（日语：Phapsodia）（奇普）

2006年
- 全民網球（日语：みんなのテニス）（網球坊）

2007年
- Wii Fit（韋博）

2008年
- 企鵝找麻煩 最強企鵝傳說！（木下貝克漢）

2009年
- 企鵝找麻煩X 天空的7戰士（木下貝克漢）
- 神奇寶貝樂園Wii ～皮卡丘的大冒險～（日语：ポケパークWii 〜ピカチュウの大冒険〜）（長尾怪手[來源請求] 等）

2010年
- 企鵝1大獎賽 企鵝找麻煩特別篇（木下貝克漢）
- 企鵝找麻煩 世界篇（木下貝克漢）

2011年
- 最終幻想 零式（現場聲音）
- 企鵝找麻煩 戰爭篇（木下貝克漢）

2016年
- 哆啦A夢：新·大雄的日本誕生（翼獅）

2018年
- Dragalia Lost ～失落的龍絆～（獅舞）

### 廣播劇
- 我的世界裡沒有德丹城（日语：私の世界に徳丹城はない）[10]

### 外語配音

#### 電影
- 窈窕美眉（英语：She's All That）

#### 動畫
- 大力士（英语：Hercules (1998 TV series)）（小孩）
- 迷你樂一通
- 啄木鳥伍迪

### CD
- 課長之戀（卓比）
- 可愛小水滴（日语：ぷるるんっ!しずくちゃん）系列（小水滴）
  - Koro-chan包（日语：コロちゃんパック） 可愛小水滴2[注 2]
  - 可愛小水滴 歌曲集 水滴森林 Hit Parade!![注 2]
  - 可愛小水滴 Pururun！CD書[注 2]
  - 可愛小水滴 原聲專輯 水滴森林音樂會
  - 可愛小水滴 啊哈☆ 原聲專輯 普魯奧托幻想曲
  - 可愛小水滴 啊哈☆ 歌曲專輯 Purusonper!![注 2]

### 電視節目
- 有趣漫畫入門講座（日语：まんがはじめて面白塾）（鋼左衛門）
- 早安競技場（木下貝克漢的聲音）
- PIRAMEKINO（日语：ピラメキーノ）（木下貝克漢的聲音）

### 廣告
- 大嘴鳥
- 快樂快樂月刊（木下貝克漢）
- 第27屆次世代世界愛好祭（日语：次世代ワールドホビーフェア）（木下貝克漢）
- SEGA TOYS 布魯奇與路奇
- 東京日昇

### 旁白
- 神奈川縣水道紀念館（日语：神奈川県水道記念館）
- 蒲鉾的故事
- 關稅的故事
- 日本電視台 節目變更通知
- 不來梅的城市樂手

### 舞台
- 木偶奇遇記（皮諾丘）
- BABYBABY（BABY）

### 其它
- 日視Book Mark（日本電台）

## 腳註

## 外部連結
- 伊東美彌子｜賢Production （日語）